# Munții Măcin
Munții Măcin sau Munții Măcinului sunt o grupă montană din Podișul Dobrogei. Cel mai înalt pisc este Vârful Țuțuiatul, având 467 m.

## Așezare și geografie
Acești munți reprezintă martorul rezidual cel mai evident al orogenezei hercinice de la sfârșitul Paleozoicului cu aspect de inselberg (munte insulă). Ei ocupă colțul de nord-vest, ridicându-se deasupra Ostrovului Brăilei cu peste 300-400 m și se prelungesc sub forma unei culmi înguste deluroase (numită Pintenul Bugeacului) până în apropiere de Galați.
Spre sud-est sunt separați de Podișul Babadagului prin Pasul Iaila sau Carapelit. La vest sunt flancați de Ostrovul Brăilei, spre care cad în trepte, iar la sud-est munții depășesc valea largă a Taiței și ajung până în valea Lozovei, înglobând astfel două mici culmi: Coșlugea și Boclugea. Această delimitare morfologică corespunde și cu linia de încălecare tectonică (falia inversă) Luncavița-Consul, care-i separă de Dealurile Niculițel. Un alt punct de separație între aceste unități este Pasul Teilor, care se află între bazinele Taiței și Luncaviței.
Având în ansamblu forma unui triunghi ascuțit, Munții Măcinului au cea mai mare lățime între localitatea Turcoaia și valea Lozovei, unde ating 24 km. Ei se desfășoară pe direcția NV-SE sub forma unor culmi paralele, din ce în ce mai numeroase și mai fragmentate în parte de S-SV, având o culme principală, începând în pântenul Bugeacului și până în Dealul Carpelit.

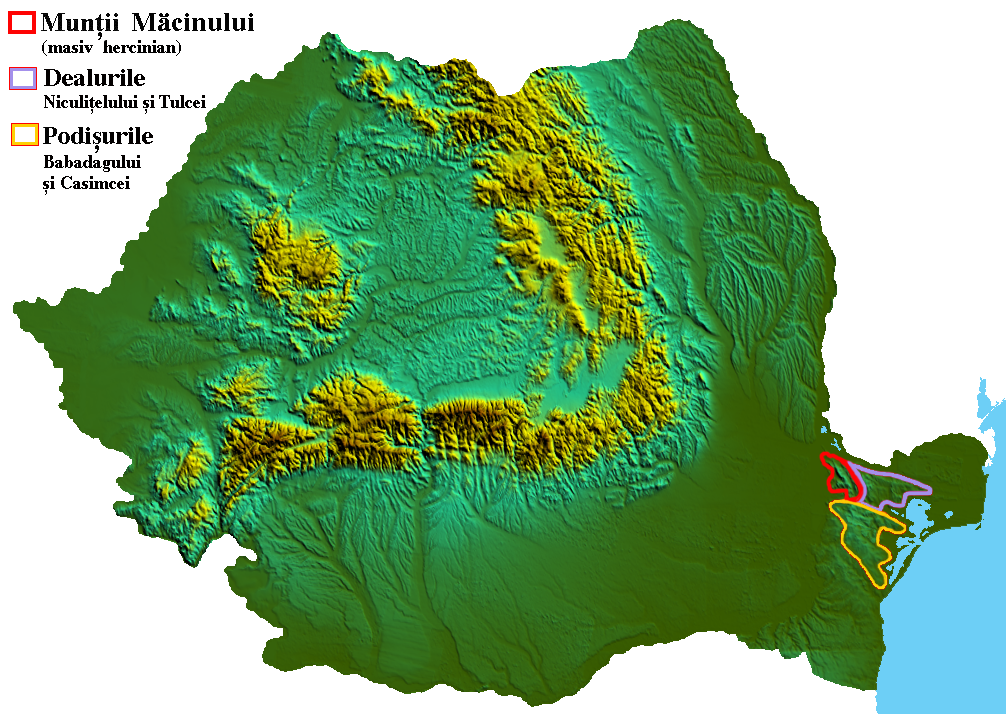
Munții Măcin și podișurile Babadag-Casimcea în cadrul reliefului României

Prelucrare 3D — Vârful Țuțuiatul

Acest lanț muntos principal culminează ca înălțime în vârful Țuțuiatul (467 m). În prelungirea acestuia spre nord vest se află vârful Pietrosul Mare (426 m) și culmea Pietrosu, după care  înălțimile scad treptat, ajungând la 100-170 m în apropiere de localitatea Văcăreni, iar în pintenul Bugeacului, la 95 m. Spre sud-est de vârful Țuțuiatu, culmea principală a Munților Măcin se continuă printr-o serie de culmi deluroase, cum sunt Dealul Costiag (428 m), Dealul Negoiu cu vârful Piatra Mare (380 m), Dealul lui David (354 m), Dealul Crapcea (344 m), Dealul Carapcea și Dealul Carpelit (350 m).
Formațiunile, geologice predominante aici sunt granitele gnaisice, șisturile, grauwackele și conglomeratele (formatiunea de Carpelit), granitele și dioritele din partea cea mai înaltă (în care se află vârful Țuțuiatu), cuarțitele, filitele etc. 
Urmează spre vest prima culme secundară numită Culmea Cheii, cu vârful Pricopan (370 m) și masivul Maegina (285 m), ce se îndreaptă convergent prin Dealul Carapacea tot spre Dealul Carpelit.
Culmea Pricopanului sau Cheii (cu numeroase vârfuri ascuțite) și masivul Megina închid depresiunea longitudinală Greci, drenată de două văi largi, - Dumbravei și Plopilor, ce se  prelungește spre nord-est, cu partea superioară a depresiunii Cernei. Această culme secundară este constituită din granite gnaisice, micașisturi, cuarțite și amfibolite, intens dezagregate. Spre nord-vest, culmea Pricopanului se prelungește prin Dealul Sărărica, dar cu înălțimi mai mici.
Tot  spre vest, urmează a doua culme secundară, paralelă cu cele precedente, formată din mai multe masive mamelonare, cu caracter insular, înecate în loess și  așezate în culise, în care se deosebesc dealurile Orliga (117 m), Carcaliu (95 m), Piatra Rîioasă (112 m), Priopcea (409 m) și Mircea Vodă (206 m). Acestea sunt constituite din cuarțite, care predomină în masivul Priopcea, din micașisturi, filite, etc. și dezvoltate în plină zonă stepică, joasă.
Ultimele înălțimi, care se prezintă sub formă de masive cu totul izolate, sunt Iacobdeal, cu vârful Victoria (341 m) și Piatra  Roșie (ambele constituite din granite), apoi Dealurile Bujoarele (38 0m), în care apar gresii, șisturi și calcare de vârstă devoniană.
Pe latura estică a Munților Măcin, până la valea Lozovei, apar numai două culmi paralele, prima formată din Dealul Coșlugea (336 m) și a doua din dealurile Pîrlita și Boclugea (393 m), constituite, de asemenea, din cuarțite, filite, granite de vârstă proterozoică. În nord-estul Munților Măcin se află Depresiunea Taiței superioare, cu caracter longitudinal (Nifon-Balabancea-Horia), care, prin Pasul Teilor, se prelungește în depresinea Luncaviței.
În cuprinsul depresiunii Taiței superioare apar întinse glacișuri deluvio-proluviale, cu terenuri bune pentru culturi și pășuni. În general, Munții Măcinului se prezintă din punct de vedere tectonic sub forma unui mare anticlinoriu, din care eroziunea, foarte accentuată și îndelungată, a scos la suprafață granitele din corpurile locolitice de adâncime. În timpul transgresiunii triasice, granitele formau o insulă. Liniile structurale generale, în special sistemul de falii inverse, cu direcții NV-SE ale Munților Măcin se reflectă în relieful acestuia, nu numai prin orientarea culmilor muntos-deluroase, ci și prin orientarea culmilor muntos-deluroase, și prin direcția văilor principale, așa cum sunt Luncavița, Taița, Lozova, șamd. Acești munți, cu înălțime redusă și aspect de dealuri (așa cum arată cele mai multe denumiri din cuprinsul lor), se impun în peisajul geografic general prin numeroase vârfuri ascuțite și versanți abrupți, plini de grohotișuri (în special sectoarele granitice).

## Spațiul ecologic al zonei Dobrogei de Nord
Dobrogea de nord sau Dobrogea hercinico-chimerică este situată între cele două mari dislocații transversale Galați-Tulcea și Peceneaga-Camena, care reprezintă latura nordică a horstului dobrogean.
În cuprinsul Dobrogei de nord, se disting din punct de vedere geologic trei zone:zona hercinică a Munții Măcin, zona triasică a Tulcei și zona Bazinului Babadag. Sub raport geomorfologic, au fost separate aceleași unități, cu deosebirea că în zona triasică au fost distinse două regiuni:Dealurile Niculițeluiui și Dealurile Tulcei.
Podișul Dobrogei de nord se află în partea de sud-est a țării și se diferențiază de celelalte subunități ale podișului dobrogean prin complexitatea reliefului și prin marea diversitate a alcătuirii geologice. 
Limitele acestui compartiment dobrogean sunt conturate de două linii tectonice, dispuse una la nord, pe direcția Focșani-Galați-Tulcea și alta la sud, pe aliniamentul nord-vest-sud-est între localitățile Peceneaga-Camena-Ceamurlia de Jos.
Dunărea limitază aceasta regiune atât în partea de vest, unde o desparte de Balta Brăilei și Câmpia Română, cât și în partea de nord, unde o separa de Delta marelui fluviu. În partea de est, limita e dată de țărmul lagunar al Razimului, iar spre sud de podișul Dobrogei Centrale.
În podișul Dobrogei de nord, relieful se caracterizează prin înălțimi ce variază de la câțiva metri în regiunile de luncă și câmpiile de pe litoral, până la 467 m în vârful Țuțuiatul (cunoscut local și ca Greci), punctul cel mai înalt al întregului podiș dobrogean. Cea mai mare parte din suprafața acestei regiuni (circa 49%) are altitudini cuprinse între 50 și 200 m, iar circa 40% înaltimi mai mici de 50 m. Relieful cel mai înalt între 200 m și 400 m, nu reprezinta decat 11% din podișul Dobrogei de Nord.
Înalțimile cu peste 400 m nu ocupă decăt 9 km2 (0,3%) și se află răspândite în jurul vârfului Țuțuiatu și vârful Sacari din podișul Atmagea. Cele mai mari înalțimi se afla în vestul acestei subregiuni, a Munții Măcinului. Către est, cu altitudini ceva mai reduse, se desfășoară dealurile Niculițelului, în mare parte împădurite și fragmentate de o serie de dealuri (cursuri de apă cu debit foarte redus, cu scurgeri permanente sau temporare). Ele se continuă cu dealurile Tulcei, cu altitudini mai mici și cu văi scurte ce se îndreaptă către lunca Dunării.
În partea de sud, podișul Dobrogei de Nord cuprinde podișul Babadagului cu aspect de patrulater, dispus între Dunăre și laguna Razim. Relieful depresionar se află în părțile marginale ale acestei regiuni. Spre lunca Dunării se înșiră cateva depresiuni sub forma unor golfuri, cum sunt Luncavița, Saun, Greci, Dorobanțu s.a. care pe unele sectoare sunt delimitate de inselberguri. Spre latura estică, se desfășoară Depresiunea Nalbant, care ocupă circa 9% din spațiul podișului Dobrogei de Nord, zona complexului lacului Razim e mărginită de câmpiile Nucarilor și Ceamurliei.

## Climă
Clima se manifestă printr-un regim temperat cu pronunțat continentalism, în care verile sunt secetoase, iar iernile sunt friguroase și lipsite de umiditate. Temperatura medie anuală variază între 10.5°C și  11°C. Vara, în iulie, se înregistrează temperaturi medii cuprinse între 22°C, iar iarna, în ianuarie, mediile termice se înscriu cu valorile între -1,9°C și -1,5°C. Maxima absolută s-a semnalat în 1968, la Jurilovca, fiind de 38°C.
Precipitațiile sunt scăzute, fapt ce se reflectă negativ în scurgerea râurilor și într-o anumită masură, în procesul de vegetație al culturilor agricole.
În aria Munților Măcinului cade cea mai mare cantitate medie/ an de precipitații (circa 500 mm/an) din Dobrogea, iar în Depresiunea Nălbant și în  porțiunea marginală a lacului Razim, aceasta scade circa 400 mm/an.

## Ape
Cele de la baza unor deluvii, au debite reduse și sunt extrem de fluctuante. Principalele râuri din Dobrogea de Nord sunt: Taița (57 km), Telița (48 km), Slava (38,3 km), care se varsă în Lacul Razim și râurile Cerna, Aiorman, Jijila-Sarniar, care se varsă în Dunăre. 
Lacurile din această zonă se împart după geneză:
- limane maritime (situate pe țărmul lacului Razim): Babadag, Agighiol, Sarinasuf, Tuzla;
- limane fluviatile: Peceneaga, Traian;
- lacuri situate pe albia unor brațe părăsite ale Dunării: Beibugeac, Slatina, Sărat, Carpina.

## Soluri
Prin varietatea și fertilitatea lor, joacă un rol important pentru dezvoltarea culturii agricole. În depresiunea interioară și pe galcisurile de versant ale Dobrogei de Nord au o largă răspândire cernoziomurile carbonatice vermice și solurile balane foarte utile pentru culturile agricole.Pe spațiile ocupate de pădurile mezofile și xerofile din Podișul Babadag și Niculițelului, predomină solurile cenușii si cernoziomurile cambice.Pe luncile principalelor râuri și pe câteva areale de lângă laguna Ceamurlia se dezvoltă lacovistile aluviale și solenturile.

## Populație și așezări
Așezările din Dobrogea de Nord sunt cunoscute înca din cele mai îndepartate timpuri și reprezintă elemente de cotinuitate, multimilenară pe acest teritoriu român. Mărturii stau și astăzi cetățile din vetrele așezării daco-romane de la malurile Dunării (Aegyssus, Noviodunum). Suprafața acestei unități estimată la aproape 3200 km2, cuprinde o populație de 236.709 locuitori din care 53% trăiau în mediul urban. În 2000 acesta a scăzut, ajungând la 234.034 cu o pondere de 52,3% în mediul urban și 47,7% în cel rural. În structura etnică a populației românii dețin 89,5%, iar celelalte naționalități 10,5% dintre care lopoveni, ucrainieni, turci și tătari.

## Structură geologică și evoluție paleogeografică
Sub raport ecologic, Dobrogea de Nord constituie capătul vestic al unei catene ce se extinde spre est până în Asia Centrală, catena cu deformări in ciclurile orogenetice assyntic, caledonian, hercinic și alpin timpuriu.
Datorită evenimentelor geologice îndelungate, în Podișul Dobrogei de Nord sunt patru compartimente structurale majore alcătuite din roci cristaline mezo si anchimetamorfice, roci magmatice intrusive și extrusive (granite, diorite, sienite, riolite, bazalte) și roci sedimentare paleozoice și mezozoice.
Dobrogea de Nord reprezintă un orogen intraplacă. Terenurile ce apar astăzi și-au început evoluția în ciclul orogenetic Precambrian (foarte probabil, svecofeno-calian), având amprentele metamorfismului din orogenezele assyntică, caledoniană și hercinică. Ulterior, în Triasic-Jurasicul superior, prin deschiderea unui rift intraplacă, s-au acumulat între 500 și 300 m de roci sedimentare foarte variate (siliciclastice, de precipitație chimică, organogene).
În faza orogenetică ecocimerică (intraneocomiană) are loc definitivarea aranjamentului actual al Dobrogei de Nord. Întrucât unitățile structurale sunt orientate de la N-V la S-E, cu înclinarea axială ușoară spre S-E transgresiunea din Cretacicul superior acoperind numai partea de S-E a Podișului Dobrogean.
Din Paleocen, Dobrogea de Nord este exondată aproape în întregime. Se instalează condițiile de eroziune continentală și abraziune, asociate unor mișcări epirocenetice active. Acestea vor declanșa procesul formării suprafețelor de nivelare, situate între 200 și 400 m. Etapa Cuaternară se remarcă prin: înălțări diferențiate pe compartimente, adâncirea văilor, apariția de forme carstice acumulări puternice în albii, dezvoltarea unor depresiuni. Un proces important, apărut odată cu accentuarea aridizării climei și care continuă și azi, e cel de pedimentație.

## Vegetație și faună

### Vegetație
Podișul Dobrogei de Nord se află sub influența condițiilor climatice cu pronunțat continentalism și a unui relief cu o morfologie variată. Vegetația și fauna sunt specifice zonei de stepă, silvostepă și a pădurilor de foioase.
Vegetația de stepă și silvostepă propriu-zisă e dominată de specii ierboase de talie mică și mijlocie.
Pădurile alcătuiesc areale compacte răspândite pe o suprafață de 61.000 ha în Munții Măcinului, Podișul Babadagului și dealurile Niculițelului. Ele alcătuiesc două etaje de vegetație: unul între 150 m și 250 m, care delimitează pădurile exofile și altul cuprins între 250-400 m, care formează etajul pădurilor mezofile.
În pădurile mezofile predomină gorunul, în asociație cu teiul, frasinul, glădișul, iar în pădurile xerofile e frecvent întâlnit stejarul brumariu în asociație cu garnița, cerul, carpinița, mojdreanul.
În Podișul Dobrogei de Nord vegetația se caracterizează printr-o mare complexitate, deoarece configurația reliefului și variațiile altitudinale sunt de amplitudine relativ redusă, dar au puternice efecte asupra condițiilor topoclimatice și edafice, ceea ce se reflectă pregnant în stuructura covorului vegetal.
Zona de stepă se desfășoară pe un areal întins în dealurile Tulcei și mai restrâns la poalele Munților Măcin și în marginea sudică a Podișului Babadag. În mare parte vegetația naturală a fost înlocuită prin culturi, încât acum se mai păstrează doar în izlazurile rămase necultivate, unde cresc numai plante ierboase de talie mică și mijlocie rezistențe la secetă ca: firuța, păiușul, negara, pelinița, coada șoricelului, scaiul dracului, rostogolul sau tăvălugul.
Silvostepa formează un spațiu de tranzite între vegetația de stepă și cea forestieră. Ocupa un areal foarte restrâns, între 50 și 100 m altitudine (Munții Măcinului în sectorul sudic și flancul de Nord al Podișului Babadagului, dealul Consul). E prezentă prin păduri de stejar brumariu și pufos și tufărișuri alcătuite din scumpie, păducel, porumbar, tufe de stejar pufos. Plantele ierboase sunt cele specifice pajiștilor stepice: păiușul, negara, osul iepurelui.
Pădurile din Dobrogea de Nord ocupă o suprafață de circa 61.600 de hectare, adică 19,2% din teritoriul acesteia și sunt răspândite astfel: în Munții Măcinului (8.600 de ha), pe Dealurile Niculițelului (20.000 de ha) și înPodisul Babadagului (33.000 de ha).
Padurile xerotermofile sunt situate la altitudini de 150 - 250 m  in Dealurile Niclitelului, Podisul Slavelor si partile marginale ale Podisului Babadagului. Sunt alcatuite din stejar brumariu uneori in asociate cu garnita iar pe falancul sudic al Podisului Babadagului apare stejarul pufos. Adesea, in aceste paduri se intalneste si teiul argintiu, carpinita mojdranul, jugastrul, cornul si scumpia. Acesta constuie fragmente ale unui etaj de vegetatie mai extins in trecut, etajul padurii sub mediteraniene.
La altitudini de 250 m de intalnesc asociatii forestiere foarte complexe in care speciile mezofile cresc alaturi de numeroase specii xerotermofile. In stratul arborilor predomina gorunul in asociate cu teiu pucios, teiul argintiu, teiu cu frunza mare, carpenul, frasinul, ulmul. Local apare si fagul. Tot aici mai cresc si diverse specii de arbusti: alunul, cornul, paducelul.
Vegetatia de saratura se afla raspandita in campia litorala a Razimului si in Deprsiunea joasa a Ceamurliei.Plantele sunt scunde si au frunzele dese, groase si carnoase adaptate la uscaciune.Dintre acestea:branca sau iarba sarata, ghirinul cu frunze mici ghimparita.
Vegetatia de stancarie e specifica stancariilor de granit si calcar din Muntii Macinului si Podisului Babadiagului.De exemplu pe culmile Pricopanului, Priopceni, Iacobdeal si Bujoarele unde apar grnitele si intalnesc iarba rosioara, garofita, clopoteii. Pe stancariile calcaroase, mai evidente in Podisul Atmagea si Visterna intalnim pirul turita cosaci.
Vegetatia ruderala e prezenta in localiltatile rurale, de-a lungul drumurilor, in izlazuri si pe locurile unde stationeaza animalele domestice. In spatiul asezaeilor rurale, se intalnesc frecvent plante spinoase, holera, ghimpele, spinul, ciumafaia, maselarita. De-a lungul drumurilor și islazurilor cresc: troscatul, coada șoricelului, obsiga, traista ciobanului.  

### Faună de talie mare
Lumea faunistică a acestui sector este variată avand în vedere existența atât a spațiilor deschise, cât mai ales a celor mai extinse păduri din  Dobrogea.
Căpriorul atinge, pe alocuri densități apreciabile (60-90 exemplare pe efective dețin toată Dobrogea sunt în Codrul de la sud de Babadag (120 exemplare în 2003) apoi în regiunile Alba-Celic (107 exemplare) și  Atmagea (100 exemplare). În spațiile deschise Depresiunea Nalbanț, Beștepe-Malcioc, prezența căpriorului e rară (sub 20 exemplare). În pădurile din Munții Măcinului și din depresunea Niculițelului și întâlnește cerbul, efectivul său fiind de 56 exemplare (2003). Totodată în pădurile din Vestul Podișului Babadag s-a colonizat cerbul lopătar, ale cărui efective ajung la 123 exemplare, între Cârjelari și Topolog, și 95 exemplare la Atmagea (migrează până aproape de Ciucurova și Fântâna Mare).
Mistrețul are cele mai mici efective, 42 exemplare, în 2003, în spațiile forestiere situate de o parte și de alta a drumului Luncavița-Nifon.
Dintre canide, semnificative sunt populațiile de șacali și vulpi. Acestea sunt mai frecvente la sud de Babadag, lângă Enisala și în regiunea Ciucurova Izvoru.
Viezurele e mai numeros în pădurea Babadagului, Enisala și Niculițel.
Jderul de copac se observă mai des în regiunile Niculițel, Carada, Camena, Alba-Celic, ca și in Pădurile dintre Hamcearca și Luncavița.
Pisica sălbatică se întâlnește în pădurile dintre satele Greci, Luncavița și Hamcearca (20 exemplare în 2003), iar în pădurea de la Babadag există cel mai mare efectiv din Dobrogea (25 exemplare).
În spațiile deschise, iepurele are efective mari, până la 700 de exemplare, în arelele: Făgărașu Nou Daieni, Babadag-Sarichioi și Beștepe-Sarinasuf.
Areale largi de răspândire au nevăstuica și dihorul comun. Foarte rar se întâlnește dihorul galben.
Dintre rozătoare, întâlnim: chițcanul comun, șoarecele de câmp, șoarecele gulerat, șoarecele de pădure, șobolanul de câmp, popândăul, șoarecele de mișună, iar la Malcoci a fost identificat șoarecele săritor de stepă, orbetele mic, hamsterul dobrogean, cârtița.
Păsări un număr forate mare de specii: ghionoaiele, ciocănitoarele, ciuful de pădure, pițigoii, silviile, cinteza, florintele, sticletele, câneparul, sturzul cântător, uliul păsărar, șoarecele comun, porumbelul de scorbură, coțofana, gaița, prepelița, potârnichea.
Raportat la extinderea Dobrogei  numai în Podișul Dobrogei de Nord cuibăresc ciocănitoarea neagră, ciocănitoarea cu spatele alb, pițigoiul sur, silvia de zăvoi, pitulicea mică, cănărașul, sturzul de vâsc, mierla de piatră etc.
O specie ce cuibărește în podișul de la Babadag și  din Munții Măcinului(singurul loc din țară) cu efectiv destul de redus  sub 20 de exemplare e șorecarul mare. Munții Măcinului constituie singurul loc din țară unde cuibărește șoimul dunărean.
Dintre reptile menționăm: țestoasa, țestoasa cu coadă, șopârla de câmp, gușterul vărgat dobrogean, soprara, gușterul, șerpi.
Amfibienii sunt reprezentați de: broasca de pământ brună, broasca râioasă verde, brotăcelul.

### Floră
Din punct de vedere floristic ei reprezintă limita nordică a speciilor mediteraneene, balcanice și pontice, limita sudică a speciilor central europene și caucaziene, și limita vestică a câtorva specii asiatice.
Toate comunitățile de plante din zonă sunt considerate rare la nivel european. Anumite asociații floristice formează comunități unice care se întâlnesc numai în această parte a lumii (de exemplu, Asociația Gymnospermo-Celtetum). Acești munți conservă comunități de plante și specii reprezentative sau periclitate, multe dintre ele endemice, pentru unitatea biogeografică a Platoului Dobrogean. Numărul speciilor de plante variază în această regiune între 1779 și 1911 funcție de referințe. Ele reprezintă peste 19% din flora europeană și sunt comparabile cu flora bogată a insulelor Creta și Corsica.
Unul dintre argumentele cele mai importante pentru înființarea acestui Parc, și totodată o remarcabilă parte a valorii ecologice a acestor munți, o reprezintă prezența numărului mare de specii amenințate de floră (peste 72) de statut național și internațional. 1,4% sunt considerate acum „extincte,” 17% sunt „vulnerabile” sau „rare” (conform Listei Roșii). Un exemplu al importanței acestei arii la nivel de comunități ecosistemice îl reprezintă pădurea de fag și carpen dobrogean, care este unică în România. Un alt exemplu, la nivel de specie, este cel al lui (clopoțelul dobrogean), Parcul Munții Măcinului fiind singurul Parc din lume care oferă protecție acestei specii endemice, întâlnită numai în această regiune. În total, această arie deține 27 de specii de plante endemice. În orice caz, se pare că datele existente sunt puține și că ar putea exista mai multe specii decât cele înregistrate până în prezent. Dobrogea este singura regiune din România unde încă mai există suprafețe importante de vegetație stepică, unice în România și în Balcani. Munții Măcinului reprezintă singurul Parc Național din țară care protejează acest tip de vegetație, foarte rara acum în Europa. Tocmai de aceea acest parc ar fi singurul din lume care conservă habitate specifice, comunități de plante, specii endemice, sub-endemice și relicte ale platoului dobrogean, o arie biogeografică de importanță internațională recunoscută.

### Faună de talie mică
În ciuda naturii unice biogeografice a Munților Măcinului, cu atracțiile lor speciale florale și faunistice, informațiile asupra diversității faunistice sunt puține. Dintre cele 187 de specii de păsări observate în zona parcului, 60% (aproximativ 112 specii), sunt considerate "Vulnerabile", " Rare", sau "Posibil Extincte", conform criteriilor IUCN, si multe dintre celelalte specii sunt considerate "Insuficient Cunoscute". Muntii Măcinului reprezintă cea mai importantă zonă de cuibărit din Dobrogea pentru păsările de pradă și de asemeni reprezintă o importantă zonă de pasaj pentru cele migratoare.
Dintre cele 41 de specii de mamifere înregistrate aici, 11 sunt protejate prin convenții internaționale. Există peste 979 de specii de lepidoptere înregistrate, iar cercetările entomologice recente realizate în Munții Măcinului au scos la iveală încă 14 specii noi pentru România și 3 specii noi pentru știință.
Există 7 specii strict protejate de amfibieni iar toate cele 11 specii de reptile înregistrate în zona Munților Măcinului sunt de asemeni protejate prin Convenția Berna.
Aceste comunități și specii nu se găsesc în cadrul altor parcuri sau arii protejate din Europa sau împrejurimi. Fără acest parc, protejarea biodiversității internaționale ar fi incompletă. Valoarea internațională a biodiversității ecosistemelor din Munții Măcinului este  incontestabilă.
Lista faunei Munților Măcin include in jur de 2.000 de specii de nevertebrate (aproximativ 1000 de specii de fluturi au fost reconfirmate în anul 2000, ca fiind prezente), 7 specii de amfibieni, 11 specii de reptile (incluzând specii rare, incluse în anexele Directivei Habitate și ale Convenției de la Berna: Testudo graeca, Ablepharus kitaibelii, Lacerta trilineata, Elaphe quatorlineata, Vipera ammodytes), și cel puțin 187 de specii de păsări (specii rare, incluse în anexle Directivei PĂSĂRI: Anser erythropus, Aquila clanga, Aquila pomarina, Crex crex, Hieraaetus fasciatus, Pernis apivorus, Neophron percnopterus, etc), și 40 de specii de mamifere( incluzând specii adaptate la stepa ca Spermophilus citellus - inclusă în Anexa II a Directivei Habitate și Convenția de la Berna, Vormela peregusna, Canis aureus etc).
Pentru păsările răpitoare din România, Munții Măcin reprezintă cea mai importantă zonă de cuibărit, fiind de asemeni un important loc de pasaj pentru cele migratoare. 
O parte din insectele găsite în Munții Măcin sunt noi pentru știință, iar speciile Calimorpha quadripunctaria și Morimus funereus sunt incluse în Anexa a II-a Directivei Habitate și în Convenția de la Berna.

### Habitate
Principalele tipuri de habitate prezente în Munții Măcinului sunt: pajistile pietroase, calcaroase sau bazofile cu Alysso-Sedion albi, pădurile de Tilio-Acerion pe povârnișuri, grohotișuri și viroage, pantele de rocă silicioasă cu vegetație casmofitică, pădurile de fag Luzulo-Fagetum, pădurile termofile de Farxinus angustifolia și pădurile de stepă euro-siberiană cu Quercus sp (incluse în Anexa I a Directivei Habitate) precum și: stepe continentale, păduri de fag, păduri de stejar și carpen și păduri termofile și supra-mediteraneene de stejar (incluse în Convenția de la Berna). Dintre acestea numai habitatele de stepă sunt pășunate moderat, restul fiind bine conservate.

## Turism
Podișul Dobrogei de Nord dispune de un potențial turistic încă puțin valorificat. Peisajele naturale specifice, pădurii cu o mare extindere și cu un fond cinegetic bogat, monumentele istorico-culturale, obiceiurile și ocupațiile locuitorilor constiuie elemente cu valoare turistică.

### Obiective turistice cu valoare istorico-culturală
Tulcea, situat la intersecția de drumuri, la hotarul dintre uscat și zona Deltei, face parte din categoria celor mai vechi localități de tip urban din țară.Începuturile istoriei acestei localități sunt plasate în neolitic, mărturii stând descoperirile de pe Dealul Taberei. Tot aici se găsesc urmele unui  așezământ fortificat din epoca fierului. Săpăturile arheologice au localizat vechea Aegyssus pe Dealul Hora, astăzi Dealul Monumentului Independenței.
Tot în Tulcea se  poate vizita Muzeul “Delta Dunării” cu mai multe secții:Secția de Științele  Naturii, Secția de Arheologie, Secția de Artă, Secția de Etnografie și Artă Populară.
Alte obiective turistice sunt:Monumentul Independenței, Biserica Catedrală “Sf Nicolae”, Biserica “Sf. Gheorghe”, Primăria Veche, Statuia ecvestră a lui Mircea cel Bătrân, Bustul lui Spiru Haret, faleza Dunării, lacul Ciuperca, lacul Zaghen, Pădurea Bididia.
Orașul Babadag, menținat documentar în 1263 drept Vicus Novus, avea sa decada sub stăpânire bizantină pentru a renaște mai apoi, turcii folosindu-l  drept reședință a pașalelor și a înalților demnitari.
Din acele timpuri au rămas Moscheea lui Ali Gazi Pașa, construită în sec.XVII și care deține un minaret cu o înălțime de 23m. Această moschee este cel mai vechi monument arhitectural musulman din România. Moscheea găzduiește o parte din colecția de obiecte de artă orientală, ce aparține Muzeului Deltei Dunării din Tulcea. Puncte de atracție sunt și mormintele lui Ali Gazi Pașa și cel al lui Baba Sar Saltic Ded, care suscită interesul prin stilul construcțiilor.
Alt obiectiv îl reprezintă Casa Panaghia, probabil mai vechi decât moscheea, și care inițial a fost casă de rugăciune, iar apoi sediu al seminarului musulman.
La 8 km de Babadag se află cetatea Enisala. Construită pe un deal ce domină împrejurimile, fortificația se află la intersecția unor importante drumuri pe uscat și pe apă. Stilul arhitectural al porților sugerează originile genoveze ale cetății, a cărei datare trebuie plasată la sfârșitul secolului al XIII-lea sau începutul sec al XIV-lea.
Orașul Isaccea este cel mai nordic oraș al Dobrogei, după unii geologi acesta este “cel mai vechi pământ al țării”. Pe lângă ruinele cetății romane Noviodunum și monumente funerare din diferite epoci descopoerite aici, se mai pot vizita geamia cu un minaret vechi de 300ani, biserica ortodoxă din oraș, Mănăstirea Cocoș, înființată în 1833 prima biserica ortodoxă ridicată în Dobrogea și recunoscută de statul Otoman în 1841 și Mănăstirea Celic-Dere, întemeiată în 1841 de călugării români și ruși.
Un alt oraș dobrogean cu istorie îndelungată este Măcin. Descoperirile arheologice aduc dovezi din sec. IV-III i.e.n., iar numele anticului Arrubium este legat de trecerea pe aici a celților.
Pentru turiști, un interes aparte îl reprezintă ruinele cetății, hanul vechi construit la sfârșitul sec.XVI, geamia din sec.XVIII și Mănăstirea de maici.
La Cerna se pot vedea Casa Memorială a lui “Panait Cerna” și Rezervația arheologică Troesmis sec. III i. Ch. și monumentele funerare din epoca romană și romano-bizantină. La  Garvăn se găsesc Ruinele cetății Dinogeția și au unei bisericuțe romano-bizantine.În apropiere de Luncavița se găsește “La cetățuie”, vestigiile unei așezări întărite din epoca neolitică, de tip Gumelnița.
În comuna Niculițel  a fost scoasă la suprafața în anul 1971, Biserica cu cripta, ridicată în sec.XI-XII, din cărămizi romane, cel mai vechi așezământ paleo-creștin din țara noastră, în subsolul căreia s-au găsit patru schelete. Tot aici se găsește Biserica Sf. Atanasie sau ”Biserica îngropată”, numita așa datorită faptului că o parte a edificiului se află sub  pământ.

### Obiective economice de interes turistic
Cu acces la șoselele Tulcea-Isaccea-Măcin și Tulcea-Topolog-Vadu Oii, prin care se face legătura cu Podișul Dobrogei de Nord cu Bucureștiul, în primul caz cu bacul spre Brăila, în al doilea pe podul Giurgeni–Vadu Oiii; șoseaua Tulcea-Babadag-Constanța, aeroportul Tulcea (Cataloi), gara fluvială și feroviară prin Tulcea, prin care turiștii tranzitează spre Deltă, hotelurile din Tulcea (3), Babadag (1), Măcin (1), hoteluri plutitoare de lux și bacuri plutitoare; cabane turistice și campingurile de la Babadag și Murighiol; podgoriile Sarica-Niculițel, Tulcea-Somova, Babadag cu peisajul caracteristic.
La începutul anului 2000 din cele circa 200 locuri de cazare existente în Podișul Dobrogei de Nord, ponderea celor din imediata apropiere a Dunării era de peste 80% (din care 60% aparțineau municipiului Tulcea, cu unitate hoteliera, dar și de alte categorii în timp ce spațiul circumlagunar îi revenea doar 25%. În partea de centrală a Podișului Dobrogei de Nord, orașul Babadag era singura așezare care oferea locuri de cazare turistică (11%). De menționat e faptul că cea mai mare parte dintre acestea era în proprietate privată.
Deși unitatea geografică nord-dobrogeana are reale valențe turistice acestea sunt cunoscute și valorificate puțin față de potențialul existent.
În condițiile economiei de piață și în scopul valorificării potențialului turistic, al Podișului Dobrogei de Nord sunt în construcție în ariile de interes o serie de obiective ce vor putea asigura condițiile de cazare și de popas pentru persoanele aflate în tranzit pe aceste locuri.

## Obiective turistice naturale

### Rezervații naturale
În Podișul Dobrogei de Nord există patru rezervații forestiere, trei rezervații botanice, două rezervații paleontologice și o rezervație mixtă, dar și Parcul Național Munții Măcinului.

### Pădurea Valea Fagilorde la Luncavița (154ha)
Arboretele de fag (Fagus sylvatica, Fagus taurica) în amestec, in principal cu carpenul (Carpinus betulus) și teiul argintiu (Tila tomentosa) se dezvoltă într-o vale îngustă și umedă la altitudini de 350-400 m. Mai apar jugastrul (Acer compester) artarul, ulmul, gorunul. Se întâlnesc chiar și exemplare de fag cu grosimea de 0,8 m și o înălțime de 30 m. Subarboretul e slab reprezentat fiind alcătuit din: alun, corn. În covorul ierbaceu semnalăm: ferigile, pchivniul, obsiga de pădure, vinarița, mălaiul cucului, coada cocoșului.
Celelalte rezervații forestiere sunt: Pădurea Niculițel (11 ha), Pădurea Dealul Bujorului de la Babadag (50,8 ha) și Pădurea Vârful Secarul de la Atmagea (43,5 ha), toate reprezentând păduri termofile cu specii de stejar brumăriu, carpen, tei, alături de care apar stejarul pufos, carpinița, mojdreanul.
În rezervațiile botanice se numără parcurile de liliac de pe Valea Oilor de la Babadag (0,35 ha) pe lângă localitatea Fântâna Mare (0,30 ha). Dealul Pietrosul de la Agighiol (167 m, 9,70 ha).
E situat la nord de lacul Razim și reprezintă unul dintre celebrele puncte fosiliere din țară, incluzând o bogată faună de amoniți triasici, specifici domeniului alpin. Alcătuit exclusiv din calcare, cenușii și negre, dealul adăpostește peste 100 de specii de amoniți, cefalopode, conodonte și brahiopode. Fauna de cefalopode are afinități cu cea din restul domeniului alpin european, dezvoltată în aceeași faciesuri și în Himalaya, dovedind unitatea paleogeografică a întregului domeniu.

### Dealul Bujoarelede la Turcoaia (207m, 8ha)
Cu resturile sale de fauna devoniană, reprezintă singurul punct din România care conține fosile paleozoice. Acestea se găsesc în șisturile argiloase, transformate în filite și în calcare cenușii devoniene. Aici au fost identificate 30 de forme fosile, dintre care 22 sunt brahiopode, urmate de briozoare, moluște, crustacei și ostracode. Asociația din Dealul Bujoarele e de tip renan și are afinități cu Koblontianul din perimetrul Bosforului, constituind o verigă importantă pentru stabilitatea paleogeografiei Devonianului din această parte a Europei.

### Rezervația mixtăCapul Doloșmande la Jurilovca (56m, 125ha)
Cuprinde un pinten calcaros ce domină lacul Razim și adăpostește o vegetație specifică stepei păstrată pe masivele calcaroase N- Dobrogene. Această vegetație e derivată din unități de tipul Stipo (ucrainiacae) și Festucetum (valesiacae), Stipetum capillate și din unități ale aiaantei Pimpinello-Thymion.

### Parcul Național Munții Măcinului
Aria protejată Munții Măcin este situată într-una dintre cele mai remarcabile regiuni naturale ale Europei, și poate fi considerată ca fiind o componentă cheie a moștenirii naturale a României și a întregii lumi. Bogăția biodiversității sale, mărimea sa și amplasarea, dau acesteia posibilitatea de a deveni una dintre cele mai importante arii protejate din regiune. În orice caz, planurile pentru statutul ariei protejate trebuie să fie în concordanță cu necesitățile și așteptările comunității locale care nu poate fi separată de natura Munților Măcin. Prezența acestora, interesul și activitățile lor au o legătură importantă și un potențial impact asupra succesului și susținerii oricărei arii protejate sau admnistrate, din regiune.
România are una dintre pădurile temperate cele mai importante din punct de vedere biologic din lume. Munții Măcin sunt unii dintre cei mai vechi munți din România. Unicitatea lor este rezultatul combinației dintre caracterul geologic intrinsec și specificitatea și locatia lor biogeografica. Acesti munti prezinta ecosisteme caracteristice pentru stepa ponto-balcanică, păduri sub-mediteraneene și balcanice, împreună cu un numar mare de specii periclitate. 
Habitatele biogeografice și comunitățile din munții Măcinului sunt complet diferite de cele din munții Carpați(unde se afla deja în derulare inițiative de protejare a ecosistemelor specifice în cadrul altor Parcuri Naționale românești). Din punct de vedere geografic muntii Măcinului se situeaza la o altitudine joasă într-o poziție unica din punct de vedere biogeografic. 
Recunoașterea caracterului reprezentativ și unic la nivel național a Munților Măcinului precum și a valorii internaționale conferite în special prin prezența numeroaselor specii amenintate cu disparitia, s-a materializat prin constituirea Parcului Național Munții Măcinului, în suprafața totală de 11.321 ha, incluzând două lanțuri muntoase principale: Pricopan-Megina ( în capătul nord-vestic) și Măcin ( în partea centrală și sud-estică) separate prin depresiunea Greci. 
Tipurile de roci dominante sunt granitele, porfirele, argila cu caolin, cuartul și recent depozitatele straturi de loess.
Din suprafața totala a parcului, 11.291 ha apartin Administrației Naționale a Pădurilor, din care 10.160 ha sunt păduri, 940 ha sunt terenuri neproductive, 130 ha sunt habitate stâncoase și 61 ha sunt alocate administrației, restul de 30 ha fiind pășune comunală ce aparține Consiliului Local Măcin.

## Potențial turistic
Masivul muntos al Măcinului, având înălțimi maxime cu putin peste 450 m, afișează o silueta impozantă, iar piscurile se ridică brusc în apropierea Dunării, situate la aproximativ 20 m altitudine. De retinut ca diferenta de nivel dintre Lunca Dunării și lanțul principal este de 450 m, deci destul de mare iar creasta stâncoasă a Culmii Pricopanului reproduce la o scara mai mică, semeția caracteristică a crestelor Carpaților meridionali (munții Făgăraș).
Între orașul Măcin și localitatea Greci , pe un fost braț al Dunării, există două lacuri mici și sărate - Lacul Sărat și Lacul Slatina, un frumos lac de agrement,lângă care funcționează popasul turistic Culmea Pricopanului.
seele marcate sau de pe drumuri, sunt formate din elemente ale potențialului turistic natural (peisaj,rezervații naturale,monumente ale naturii), precum și de elemente ale potențialului turistic antropic (monumente istorice și de arhitectura,obiective culturale și de artă populară).
Potențialul turistic natural este reprezentată prin următoarele obiective:
- Vârful Țuțuiatu (467 m);
- Vârful Capusa (433 m) și zona invecinată;
- Vârful Moroianu (434 m);
- Vârful Priopcea (410 m);
- Vârful Sulucu mare (370 m) și Culmea Pricopanului ;
- Punctul fosilifer Dealul Bujoarele rezervație naturală geologică ;
- Pădurea Valea Fagilor (rezervație naturală botanică) ;
- Lacul Sărat ;
- Broasca țestoasă dobrogeană (monument al naturii);

Dotările turistice lipsesc pe munte, iar cele existente, sunt localizate în orașul Măcin sau pe șoseaua națională de la poalele munților.
În orașul Măcin există un hotel modern, iar pe șoseaua națională Tulcea-Măcin, sunt două popasuri turistice care au posibilități de cazare în casute, respectiv popasul turistic Culmea Pricopanului, langa Lacul Sărat, la 5 km de Măcin, popasul turistic Căprioara, în apropierea Pasului Carapelit, la 35 km de Măcin si Hanul Grecilor la 10 km de Macin.
Pe valea Luncavița (Cetățuia) în locul numit "La Scapeți" funcționează localul turistic Valea Fagilor.
În afara limitei, la 9 km de localitatea Nifon se afla mănăstirea Cocoș, monument de arhitectură, așezat într-un cadru natural deosebit de pitoresc.
Parcul reprezinta un punct deosebit de atractie, în principal datorita valorilor deosebite ale zonei: peisaj caracteristic variat, biodiversitate deosebită, cu specii ocrotite de lege și declarate monumente ale naturii, cel mai vechi teritoriu din România și una din cele mai vechi din Europa, existenta unor importante vestigii istorice și regionale. Tranzit spre două importante zone turistice: Delta Dunării și stațiunile de pe litoralul Mării  Negre.
Accesul către toate obiectivele din parc este facil, putând fi făcute cu autoturismele, fapt ce favorizează turismul de tranzit.Aceasta situație este cauzată și de faptul că posibilitățile de cazare sunt insuficiente și nu dispun de toate facilitățile necesare. Activitățile turistului se axeaza în general pe vizitarea punctelor de interes, dar în cazul turismului de wek-end sau cel de vacanță,cu camparea în zonele pitorești din parc (Culmea Pricopanului, Creasta principală, rezervatia Valea fagilor, valea Luncavița în zona "La Scapeti"), va ajunge la aparitia vetrelor de foc, a resturilor menajere, deranjarea vânatului.